# 韋斯特克里克 (科羅拉多州)
韋斯特克里克（英語：Westcreek）是位於美國科羅拉多州道格拉斯縣的一個人口普查指定地區。

## 地理
韋斯特克里克的座標為39°08′47″N 105°09′22″W / 39.14639°N 105.15611°W，而該地最高點為海拔高度2281米（即7484英尺）。

## 人口
根據2010年美國人口普查的數據，韋斯特克里克的面積為3.3平方千米，當中陸地面積為3.2平方千米，而水域面積為0.1平方千米。當地共有人口129人，而人口密度為每平方千米39人。